# Dóm tér (Pisa)
A pisai Dóm tér (Piazza dei Miracoli, azaz Csodák tere) széles terület a toszkánai Pisa városközpontjában, a középkori művészet alkotásainak kiemelkedő jelentőségű helyszíne. A részben füves, részben kövezett tér négy meghatározó építménye a dóm (Duomo), a ferde torony (Campanile; Torre pendente), a keresztelőkápolna (Battistero) és a temető (Camposanto).

## Dóm

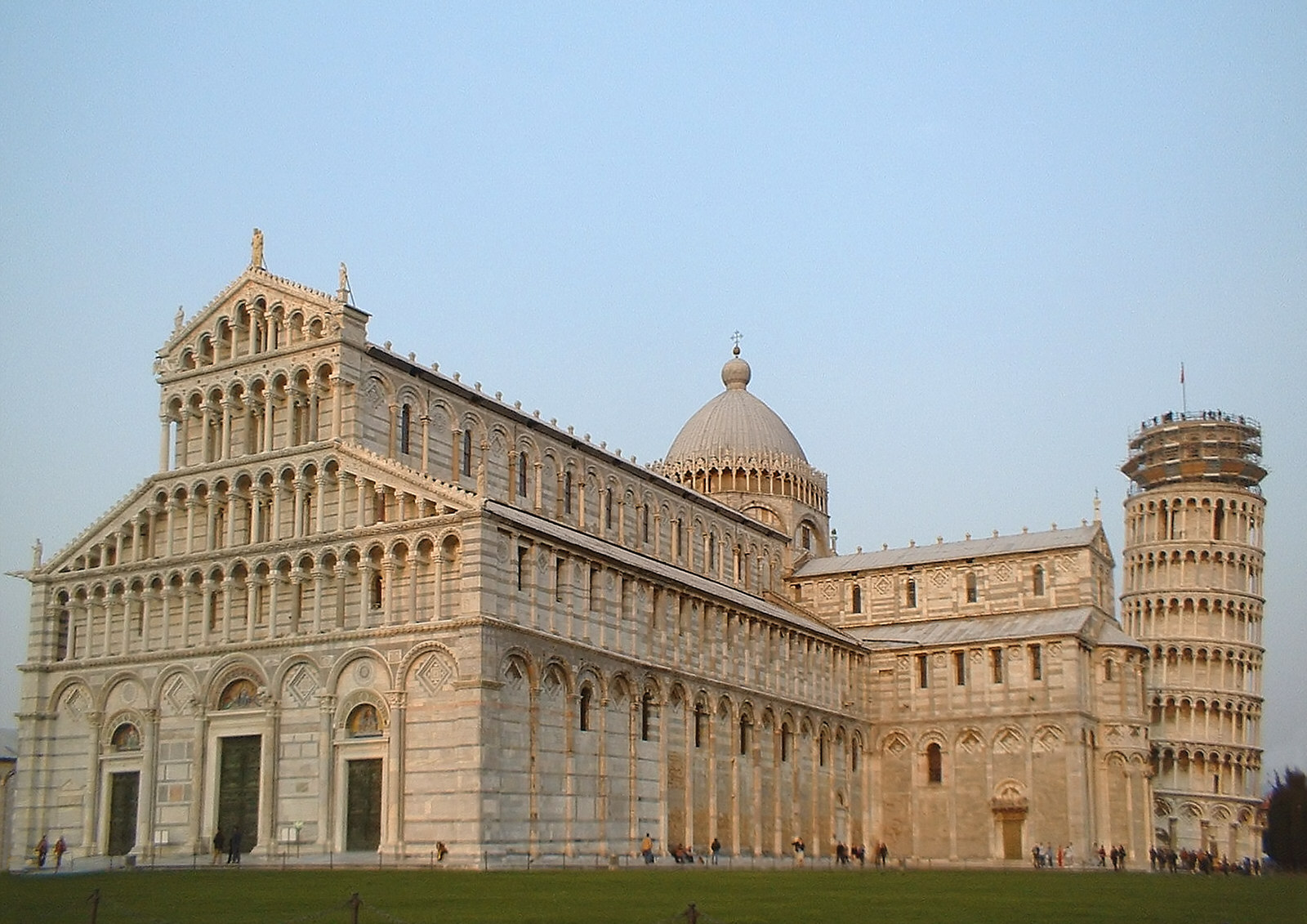
A dóm napnyugtakor

A Szűz Máriának szentelt dóm építése 1063-ban kezdődött. Az építész Buscheto volt; őt tekintik a pisai román stílus megteremtőjének. A belső mozaikok erős bizánci hatást tükröznek, míg a boltívek az iszlám művészet hatására utalnak.
A homlokzat szürke márványból, illetve színes márvánnyal díszített fehér kőből készült. A mester a középső kapun levő felirat szerint egy bizonyos Rainaldo volt.
A főbejárat bronz kapui Giovanni da Bologna (Giambologna) műhelyében készültek. A látogatók nem itt, hanem a San Ranieri kapun lépnek be, amely a ferde toronnyal szemközt nyílik. Ezt a kaput Bonnano Pisano készítette 1180-ban. A kapuk felett négy sor nyitott galéria van, a tetején a Madonna a gyermekkel szobor, illetve a négy sarkon a négy evangélista szobra. Az egyik ilyen galériában van Buscheto sírja.
A belső teret gránitból készült korinthoszi oszlopok tagolják öt hajóra. Ezek a palermói mecsetből származnak. A belső rész fekete és fehér márvánnyal van borítva. Középkori mestermunkái majdnem teljesen tönkrementek egy 1595-ös tűzvészben, ezért a templomot újra kellett díszíteni. Szerencsés módon az apszis mozaikja, amelyet Cimabue fejezett be 1302-ben, túlélte a tüzet.
A főhajó végében található Giovanni Pisano mesterműve, az aprólékosan kidolgozott szószék (1302–1310). Mellvédje az Újszövetségből vett kilenc jelenetet ábrázol, a talapzat pedig allegorikus alakokat.
Az 54 méter magas kupola aládúcolás nélkül készült 1420–1434 között.
A templomban levő műalkotások közül figyelmet érdemel még a bronz csillár (a legenda szerint Galileo Galilei ezt figyelve jött rá az ingamozgás törvényszerűségeire), VII. Henrik német-római császár síremléke (Tino da Camaino műve, 1315), illetve Giambologna feszülete. A dóm kincstára a Cappellani-sekrestyében található.
A dóm mögötti Opera del Duomo múzeumban az építkezés történetét bemutató kiállítás látható.

## Ferde torony

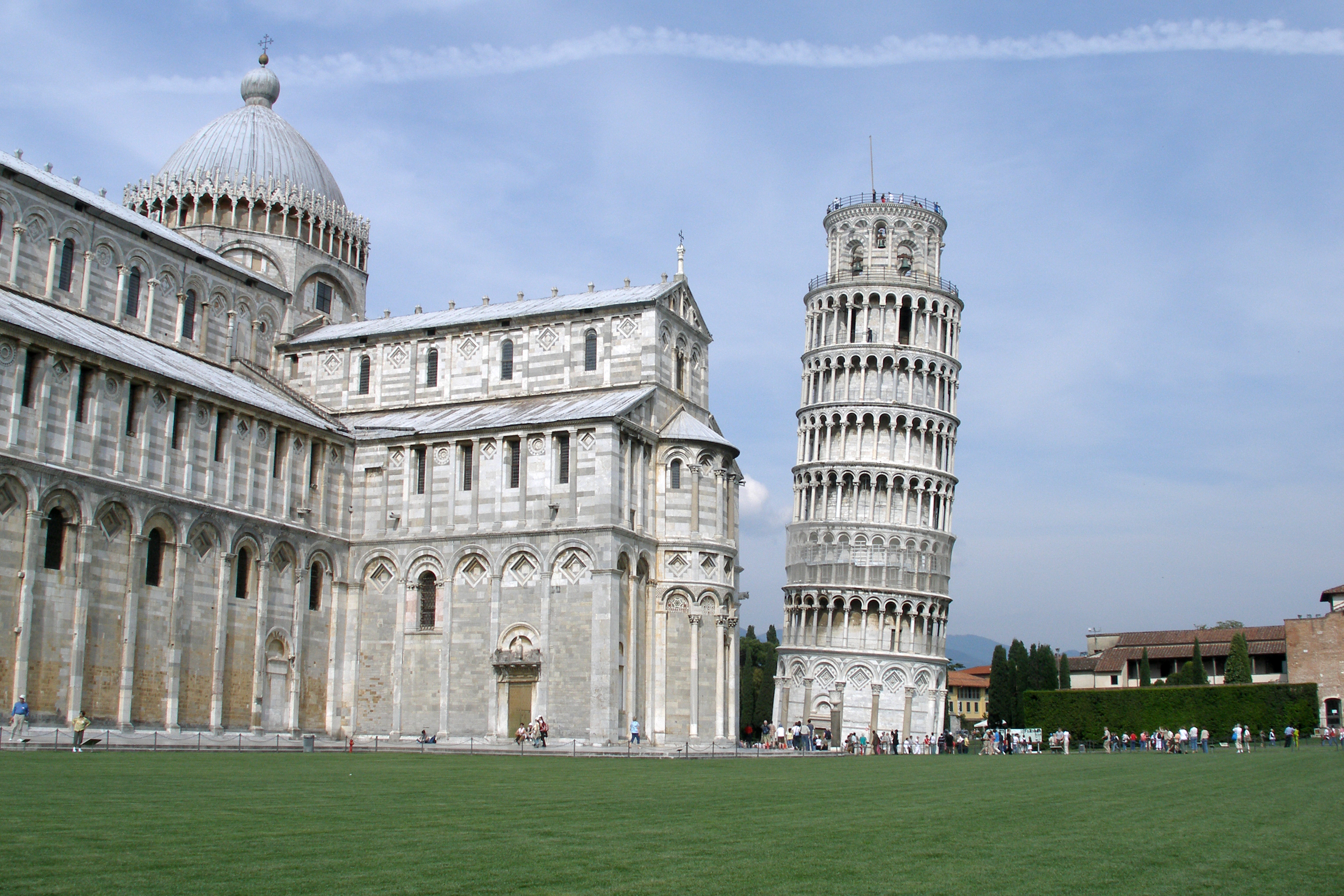
A pisai ferde torony

### Története
A pisai ferde torony alapja körül végzett ásatások szerint ezen a helyen az ókorban egy etruszk szentély volt.
A torony építése 200 évig tartott és három szakaszban történt. A fehér márványból készült harangtorony első szintjének építése 1173. augusztus 9-én kezdődött, a jólét és katonai sikerek korszakában. A szintet klasszikus oszlopfőkkel díszített oszlopok szegélyezik.
Az építész személyazonossága mindmáig vitatott. Sok éven át a tervezést Guglielmo és Bonanno Pisanónak tulajdonították. Bonanno 1185-ben elhagyta Pisát és Szicíliába költözött, csak meghalni tért vissza szülővárosába. A torony lábánál elhelyezett szarkofágját csak 1820-ban találták meg.
Miután a harmadik emelet is megépült 1178-ban, a torony megsüllyedt a talaj gyengesége miatt. Építése száz évig szünetelt, mivel a pisaiak folyton hadban álltak Genovával, Luccával és Firenzével. Ezalatt az idő alatt a talaj némiképpen leülepedett. 1198-ban néhány órát helyeztek el a félkész tornyon.
1272-ben az építkezést Giovanni di Simone, a Camposanto építésze újraindította. További négy emeletet építettek, olyan szögben, hogy kiegyensúlyozza az elhajlást. Az építkezést 1284-ben ismét leállították, amikor a pisaiak vereséget szenvedtek a genovaiaktól a meloriai csatában.
Az utolsó emeletet 1372-ben fejezték be, és ekkor függesztették fel aharangokat is. Hét harang van, a zenei skála minden hangjának megfelelően. A legnagyobbat 1655-ben függesztették fel.
Úgy tartják, hogy Galileo Galilei két különböző tömegű ágyúgolyót dobott le a toronyból, hogy bebizonyítsa, az esési sebesség nem függ a tömegtől. Noha ezt a történetet Galilei egyik tanítványa terjesztette, ma már legendának minősítik.
1838-ban Alessandro Della Gherardesca építész kiásatott egy utat a torony körül, hogy a torony alapja ismét láthatóvá váljon; ez ismét növelte az elhajlást.
Benito Mussolini elrendelte, hogy a tornyot ki kell egyenesíteni, ezért betont öntöttek az alapozásába. A torony ettől csak még tovább süllyedt a lágy talajba.
A második világháború alatt az amerikai hadsereg majdnem minden pisai tornyot lerombolt. Tervezték a ferde torony felrobbantását is, de egy az utolsó pillanatban érkezett parancs megelőzte a rombolást.
1964-ben az olasz kormány segítséget kért, hogy megelőzzék a torony leomlását. Egy nemzetközi csoport (mérnökök, matematikusok és történészek) állt össze, hogy megbeszéljék a stabilizálás módszereit. Húsz évnyi munka után, 1990 januárjában a tornyot lezárták a nagyközönség elől. A harangokat elszállították, hogy a terhelés csökkenjen, és a harmadik szintről drótkötelelekkel „lehorgonyozták” az építményt. Biztonsági okokból a torony körüli házakat kiürítették. Tíz évnyi restaurálás után 2001. december 15-én a tornyot ismét megnyitották a látogatók előtt. A nyilatkozatok szerint a torony további 300 évig stabil marad.

### Műszaki adatok

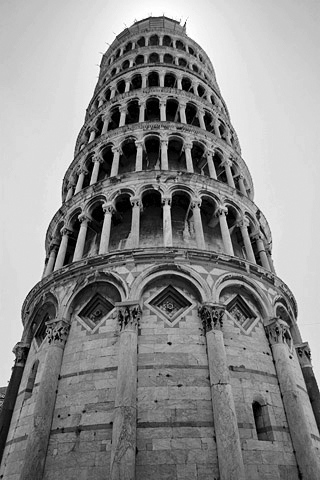
A torony lentről nézve

- Magasság: 55,86 méter (a legalacsonyabb oldalán) – 56,70 méter (a legmagasabb oldalán)
- Alap külső átmérője: 15,484 m
- Alap belső átmérője: 7,368 m
- Tömeg: 14 700 tonna
- Falvastagság az alapnál: 4,09 m
- Falvastagság a tetején: 2,48 m
- harangok száma: 7, a zenei skála hangjainak megfelelően
  - első harang: L'assunta, 1654, Giovanni Pietro Orlandi, tömege 3620 kg
  - második harang: il Crocifisso, 1572, Vincenzo Possenti, tömege 2462 kg
  - harmadik harang: San Ranieri, 1719–21, Giovanni Andrea Moreni, tömege 1448 kg
  - negyedik harang: La Terza, 1473, tömege 300 kg
  - ötödik harang: La Pasquereccia, 1262 Lotteringo, tömege 1014 kg
  - hatodik harang: il Vespruccio, 1501, Nicola di Jacopo, tömege 1000 kg
  - hetedik harang: Del Pozzetto, 1606, tömege 652 kg
- Lépcsők száma: 294 vagy 296

## Keresztelőkápolna

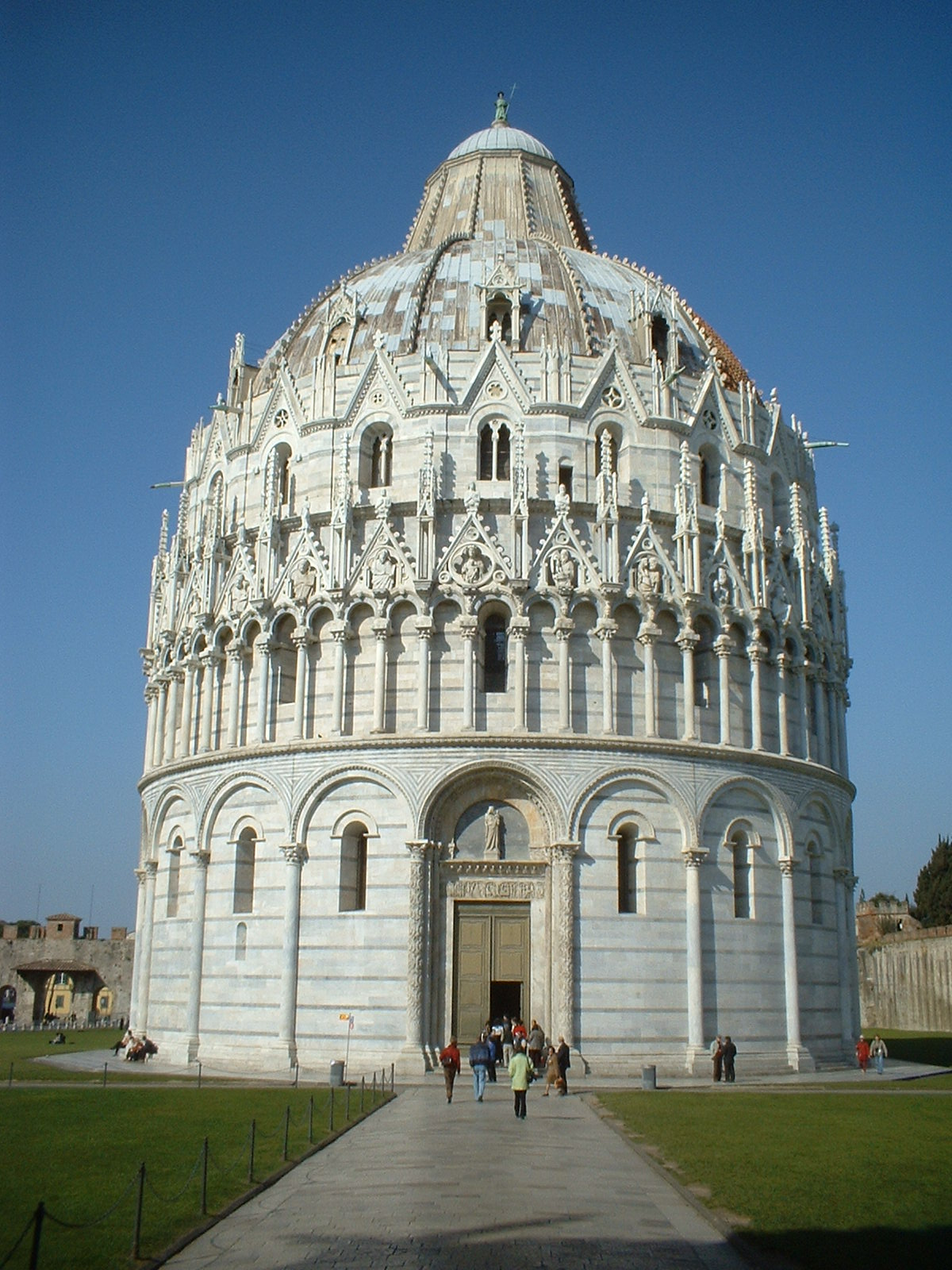
A keresztelőkápolna

Ez Olaszországban a legnagyobb keresztelőkápolna: a kerülete 107,25 méter. Ha beszámítjuk a tetején levő Keresztelő Szent János-szobrot, akkor néhány centiméterrel meghaladja a ferde torony magasságát.
A román stílusú kerek építmény alapkövét 1153 augusztusában tették le. Az építész neve egy belső oszlopon található: Diotosalvi magister (jelentése: Isten megment téged mester). A befejezés a 14. századig váratott magára. A kápolna kupoláján 13. századi aranymozaik található.
A szószéket 1255–1260 között Nicola Pisano készítette (az ő fia Giovanni Pisano, a dómbeli szószék készítője). A hatszögű építmény akantuszos oszlopokra támaszkodik, hármat oroszlánok tartanak. A szószéket díszítő domborművek, többek között Héraklész klasszikus aktalakja már a reneszánszt vetítik előre.
A nyolcszögű keresztelőmedencét színes intarziák borítják; a kút Guido da Como alkotása.

## Temető

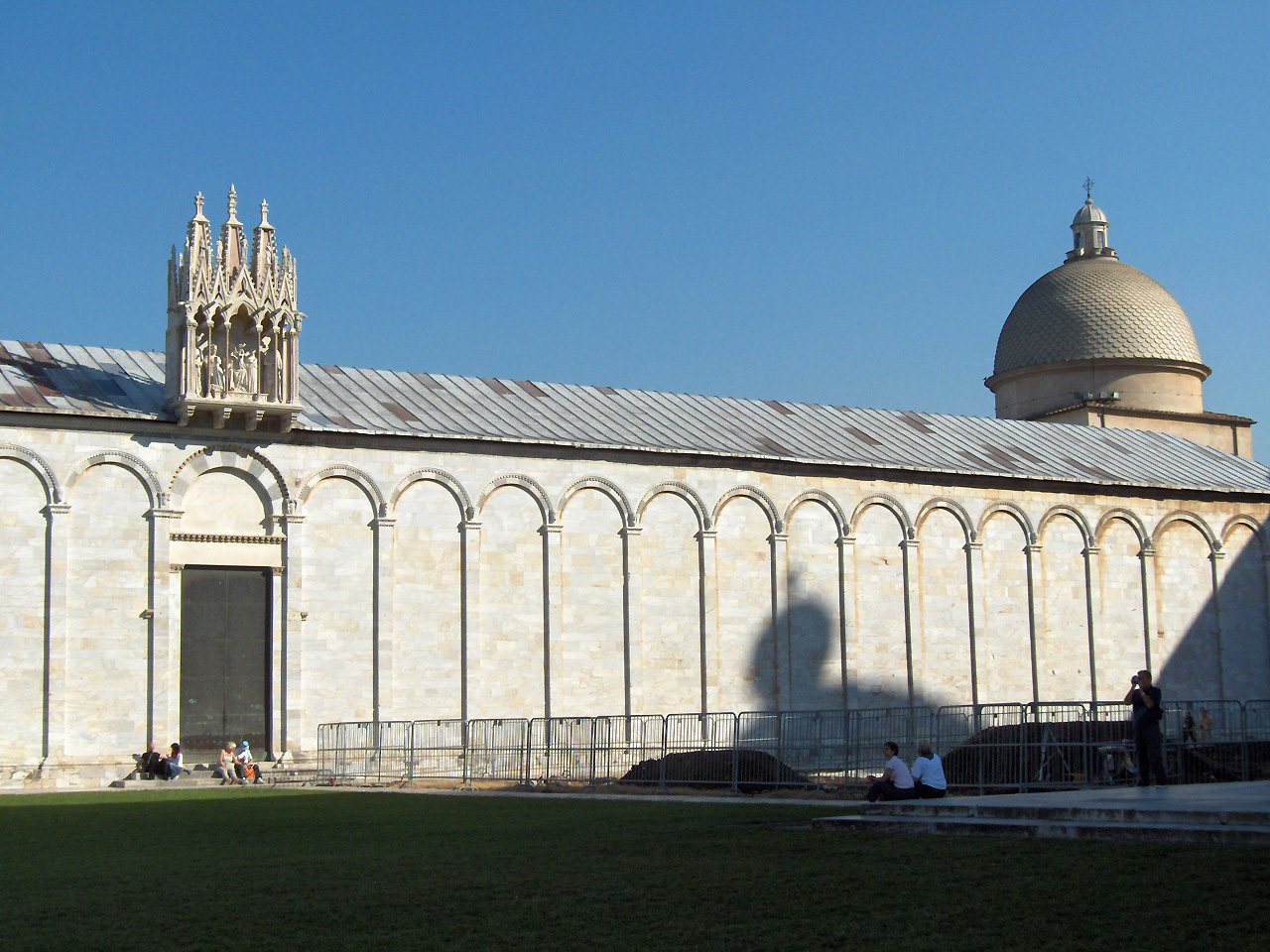
A temető

Azt mondják, hogy a fallal körülvett temető egy hajórakomány szentelt föld köré épült, amelyet a harmadik keresztes hadjárat során Ubaldo de' Lanfranchi érsek hozott a Golgotáról.
Maga az épület egy évszázaddal később épült, 1278-ban kezdte el Giovanni di Simone építész, S csak 1464-ben fejezték be. A külső márványkőfal 43 vak árkádból áll. Két kapuja van; a jobb oldalit egy kecses gótikus tabernákulum díszíti.
Az oszlopcsarnok falait freskók borították, az elsők 1360 körül, az utolsók háromszáz évvel később készültek. Az északi galériában volt Benozzo Gozzoli Jelenetek az Ószövetségből című műve a 15. századból. A leghíresebb freskó A halál győzelme volt, egy ismeretlen mester műve. Kiemelkedő Francesco Traiani egymással összefüggő két kompozíciója is, mindkettő a középkori Memento mori-motívum ábrázolása. Az egyik képen egy előkelő lovas társaság koporsóban fekvő holttestekre bukkan, a másikon a természet ölén szórakozó lovagi társaság körül angyalok és ördögök küzdenek a halottak lelkéért.
1944. július 27-én a szövetséges légierő gyújtóbombája felgyújtotta a tetőt; ennek következtében több freskó elpusztult. 1945-ben elkezdődött a restaurálás és mára a Camposantót visszaállították eredeti állapotába.

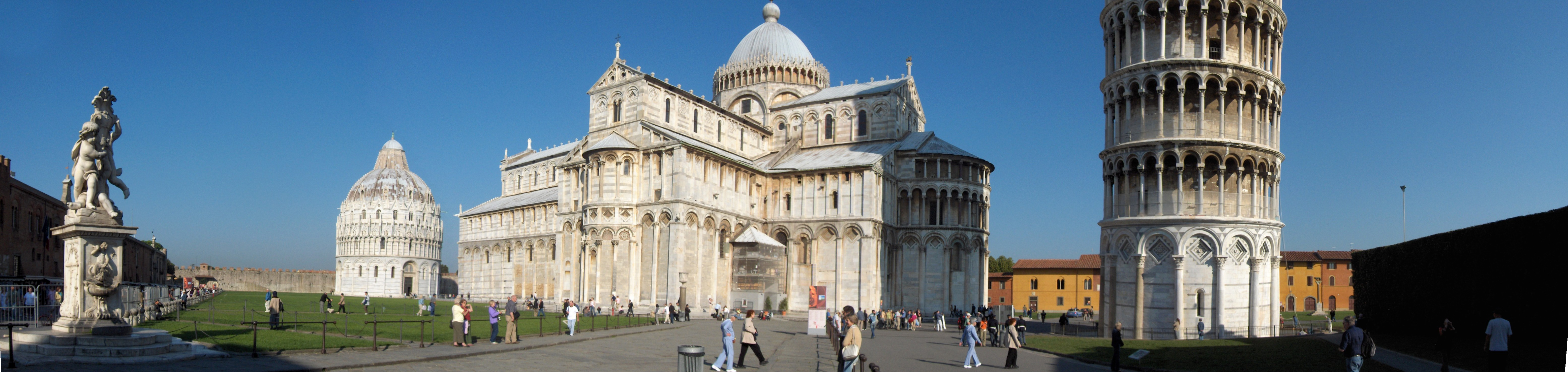
A tér panorámaképe